# Мордекай
«Мордекай» (англ. Mortdecai) — фильм Дэвида Кеппа, снятый по книгам Кирилла Бонфильоли о Чарльзе Мордекае. Главную роль исполняет Джонни Депп, также в фильме играют Пол Беттани, Юэн Макгрегор, Гвинет Пэлтроу и Джефф Голдблюм. Премьера в США состоялась 23 января 2015 года, а в России была назначена на 26 марта 2015, но по коммерческим причинам (кассовый провал) фильм так и не вышел в прокат.
Картина является третьей совместной работой Джонни Деппа и Пола Беттани после фильмов «Турист» и «Превосходство».

## Сюжет
Чарли Мордекай, «арт-дилер» и мошенник, сталкивается в Гонконге с одной из своих жертв — гангстером по имени Фанг. Верный слуга Мордехая Джок вызволяет своего хозяина, прежде чем их успевают убить.
Вернувшись в Лондон, Мордекай и его жена Джоанна обдумывают как погасить огромный налоговый долг. В то же время в Оксфорде украдена картина Франсиско Гойи и убит её реставратор. Расследование ведёт инспектор Алистер Мартланд. Он влюблён в Джоанну ещё с колледжа. Мартланд оказывает давление на Мордекая, чтобы тот помог ему. Мартланд считает главным подозреваемым Эмиля Страго. Мордекай соглашается помочь в обмен на 10 % страховых денег.
Мордекай разговаривает с разными людьми из мира искусства и около него, в том числе с контрабандистом Спинозой. Пока они спорят, появляется Страго и убивает Спинозу. Мордекай убегает целым и невредимым, хотя при этом случайно стреляет в Джока. Джоанна встречается с человеком по кличке «Герцог» (Дюк), который знает вора и говорит, что картина скрывает местонахождение клада нацистского золота. Мордекая похищают головорезы, работающие на русского по фамилии Романов: они думают, что картина у Мордекая. Романов угрожает пытками, если Мордекай не отдаст картину, но Мордекай убегает через окно с Джоком.
Мартленд отправляет Мордекая в США для встречи с потенциальным покупателем Гойи — Милтоном Крампфом. Планируя продать свой любимый «Роллс-Ройс» американцу, он пытается выяснить, причастен ли Крампф к краже. В Лос-Анджелесе Крампф показывает Мордекаю, что картина была контрабандой ввезена в США в Роллс-Ройсе после того, как была украдена у Страго и спрятана в автомобиле.
Крампф приглашает Мордекая на вечеринку, где он обещает показать Гойю. Джок и Мордекай пытаются украсть картину во время вечеринки; но кражу также планируют дочь Крампфа Джорджина и Страго. Джорджина пытается соблазнить Мордехая, пока Страго крадёт картину. Джоанна прибывает с Мартландом и застаёт своего мужа с Джорджиной. Мордекай убегает, чтобы помочь Джоку украсть картину, но обнаруживает, что Крампф убит Страго, а картина пропала. Страго пойман, но Джорджина помогает ему сбежать с картиной. Мордекай, Джок, Мартланд и Джоанна находят их в мотеле, где Мартланд поджигает Гойю, в результате чего здание взрывается. Выясняется, что картина была подделкой, а настоящую Герцог спрятал.
Мордекай забирает картину, её выставляют на аукцион. Это привлекает внимание Фэнга и Романова, чьи головорезы подстерегают Мордекая и Джока. В аукционном зале Страго пытается похитить Джоанну. В результате торгов сэр Грэм покупает картину для Романова, а Мартланд задерживает Страго во время суматохи. Потом выясняется, что картина — ещё одна подделка, и Романов замышляет месть, в то время как его головорезы начинают пытать сэра Грэма.
В заключительной сцене довольный Мордекай принимает ванну с пеной, любуясь настоящим Гойей.

## В ролях
| Актёр           | Роль                                  |
| --------------- | ------------------------------------- |
| Джонни Депп     | Лорд Чарльз Мордекай Сильверделийский |
| Пол Беттани     | Джок Страпп                           |
| Юэн Макгрегор   | инспектор Мартленд                    |
| Гвинет Пэлтроу  | Леди Джоанна Мордекай                 |
| Джефф Голдблюм  | Милтон Крампф                         |
| Оливия Манн     | Джорджина Крампф                      |
| Ульрих Томсен   | Романов                               |
| Пол Уайтхаус    | Спиноза                               |
| Майкл Бирн      | Дюк                                   |
| Николас Фаррелл | ведущий аукциона                      |

## Съёмки
Основные съемки начались 21 октября 2013 года и проходили в Лондоне.

## Восприятие
Фильм получил в основном негативные отзывы критиков. На сайте Rotten Tomatoes фильм имеет рейтинг 13 % на основе 78 рецензий со средним баллом 3,4 из 10.